# Wyspy Ptasie
Wyspy Ptasie (hiszp. Archipiélago de las Aves) – grupa 13 wysp w grupie Wysp Zawietrznych w archipelagu Małych Antyli na Morzu Karaibskim, położonych między wyspą Bonaire na wschodzie a archipelagiem Los Roques na zachodzie, na północ od wybrzeży wenezuelskich stanów Aragua i Carabobo. Wchodzi w skład Dependencji Federalnych Wenezueli. Składa się z dwóch grup niezamieszkanych wysp o łącznej powierzchni 3,35 km²:
- Aves de Barlovento (na wschodzie):
  - Isla Aves de Barlovento
  - Isla Tesoro
  - Cayo Bubi
  - Cayo de Las Bobas

- Aves de Sotavento (na zachodzie):
  - Isla Aves de Sotavento
  - Isla Larga
  - Cayo Tirra
  - Isla Saquisaqui
  - Cayos de La Colonia
  - Isla Maceta, największa w archipelagu, porośnięta mangrowcem
  - Cayo Sterna

Miejsce katastrofy morskiej w 1678, kiedy to flota Jeana d’Estrées rozbiła się na rafach Aves de Barlovento.